# Фантоцці другий трагічний
Фантоцці другий трагічний (італ. Secondo tragico Fantozzi, Il) — кінофільм. Екранізація книг Паоло Вілладжіо «Фантоцці» і «Друга трагічна книга Фантоцці».

## Сюжет
Бідний бухгалтер Уго Фантоцці, що працює в компанії «Italpetrolcemetermotessilfarmometalchimica». постійно стає об'єктом висміювань і зневаги. Продовження пригод скромного службовця, що постійно намагається виконати побажання суворого керівництва.

## В ролях
- Паоло Вілладжіо — Уго Фантоцці
- Ліо Бозізіо — Піна, дружина Фантоцці
- Плініо Фернандо — Маріанджелла, донька Фантоцці
- Жижи Редер — бухгалтер Філліні
- Анна Маццамауро — синьорина Сільвані
- Джузеппе Анатреллі
- Паоло Паоліні — директор Мегафірми